# Гейзелтон (Індіана)
Гейзелтон (англ. Hazleton) — місто (англ. town) в США, в окрузі Ґібсон штату Індіана. Населення — 194 особи (2020).

## Географія
Гейзелтон розташований за координатами 38°29′21″ пн. ш. 87°32′26″ зх. д. / 38.48917° пн. ш. 87.54056° зх. д. (38.489209, -87.540566).  За даними Бюро перепису населення США в 2010 році місто мало площу 0,86 км², з яких 0,86 км² — суходіл та 0,00 км² — водойми.

## Демографія
Згідно з переписом 2010 року, у місті мешкали 263 особи в 108 домогосподарствах у складі 78 родин. Густота населення становила 305 осіб/км².  Було 120 помешкань (139/км²).
Расовий склад населення:
| - 97,3 % — білих - 2,3 % — чорних або афроамериканців |

До двох чи більше рас належало 0,4 %. Частка іспаномовних становила 0,4 % від усіх жителів.
За віковим діапазоном населення розподілялося таким чином: 21,3 % — особи молодші 18 років, 64,3 % — особи у віці 18—64 років, 14,4 % — особи у віці 65 років та старші. Медіана віку мешканця становила 44,9 року. На 100 осіб жіночої статі у місті припадало 100,8 чоловіків;  на 100 жінок у віці від 18 років та старших — 99,0 чоловіків також старших 18 років.
Середній дохід на одне домашнє господарство  становив 60 354 долари США (медіана — 45 769), а середній дохід на одну сім'ю — 73 083 долари (медіана — 55 000). За межею бідності перебувало 11,0 % осіб, у тому числі 4,1 % дітей у віці до 18 років та 0,0 % осіб у віці 65 років та старших.
Цивільне працевлаштоване населення становило 115 осіб. Основні галузі зайнятості: виробництво — 30,4 %, освіта, охорона здоров'я та соціальна допомога — 15,7 %, сільське господарство, лісництво, риболовля — 14,8 %.